# Chủ nghĩa bảo thủ tại Hoa Kỳ
Chủ nghĩa bảo thủ tại Hoa Kỳ là một phổ rộng các quan điểm chính trị ở Hoa Kỳ có những đặc điểm như sự tôn trọng các truyền thống Mỹ, ủng hộ các giá trị Do Thái-Kitô giáo, chủ nghĩa tự do kinh tế, chủ nghĩa chống cộng, vận động cho chủ nghĩa ngoại lệ Mỹ, và bảo vệ văn hóa phương Tây khỏi các mối đe dọa được cho là bởi "chủ nghĩa xã hội đang lấn lướt", chủ nghĩa tương đối luân lý, chủ nghĩa đa văn hóa, và chủ nghĩa quốc tế tự do. Tự do là một giá trị cốt lõi, với sự nhấn mạnh đặc biệt vào việc củng cố thị trường tự do, hạn chế quy mô và phạm vi của chính phủ, và phản đối thuế nặng và việc chính phủ hoặc công đoàn xâm phạm các doanh nhân. Chủ nghĩa bảo thủ Mỹ coi tự do cá nhân, trong phạm vi phù hợp với các giá trị Mỹ, như các đặc điểm cơ bản của nền dân chủ, trái ngược với chủ nghĩa tự do hiện đại tại Hoa Kỳ, những người thường coi trọng nhiều hơn về bình đẳng và công bằng xã hội.
Chủ nghĩa bảo thủ tại Hoa Kỳ bắt nguồn từ chủ nghĩa tự do cổ điển của thế kỷ 18 và 19, mà chủ trương tự do dân sự và tự do chính trị với một nền dân chủ đại nghị dưới nền pháp quyền và nhấn mạnh tự do kinh tế.
Các nhà sử học cho rằng truyền thống bảo thủ đã đóng một vai trò quan trọng trong chính trị và văn hóa Mỹ kể từ những năm 1790. Tuy nhiên họ nhấn mạnh rằng một phong trào bảo thủ có tổ chức đóng một vai trò quan trọng trong nền chính trị chỉ từ những năm 1950. Các phong trào gần đây dựa vào Đảng Cộng hòa, mặc dù một số đảng viên đảng Dân chủ cũng là những nhân vật quan trọng trong lịch sử của phong trào lúc ban đầu.
Lịch sử của chủ nghĩa bảo thủ Mỹ được đánh dấu bởi những căng thẳng và ý thức hệ cạnh tranh. Chủ nghĩa bảo thủ tài chính và chủ nghĩa tự do cá nhân ủng hộ chính phủ nhỏ, thuế thấp, hạn chế quy định, và tự do doanh nghiệp. Những người bảo thủ xã hội nhìn thấy giá trị xã hội truyền thống bị đe dọa bởi chủ nghĩa thế tục; họ có xu hướng hỗ trợ việc cầu nguyện tự nguyện tại trường học và phản đối phá thai và hôn nhân đồng tính. Thế kỷ 21 chứng kiến sự hỗ trợ bảo thủ ngày càng nhiệt thành cho tu chính án thứ hai, mà cho phép các công dân dân sự sở hữu súng. Những người tân bảo thủ (neocon) muốn mở rộng những lý tưởng của Mỹ trên toàn thế giới. Những người cựu bảo thủ (paleocon) ủng hộ hạn chế nhập cư, chính sách đối ngoại không can thiệp, và đối lập với đa văn hóa chủ nghĩa. Toàn quốc hầu hết các phe phái, ngoại trừ một số người theo chủ nghĩa tự do cá nhân, ủng hộ một chính sách ngoại giao đơn phương, và một quân đội mạnh. Phong trào bảo thủ của những năm 1950 đã cố gắng thống nhất những phe phái bất đồng ý kiến, nhấn mạnh sự cần thiết phải đoàn kết để ngăn chặn sự lây lan của "chủ nghĩa cộng sản vô thần." 

## Các chính sách gần đây

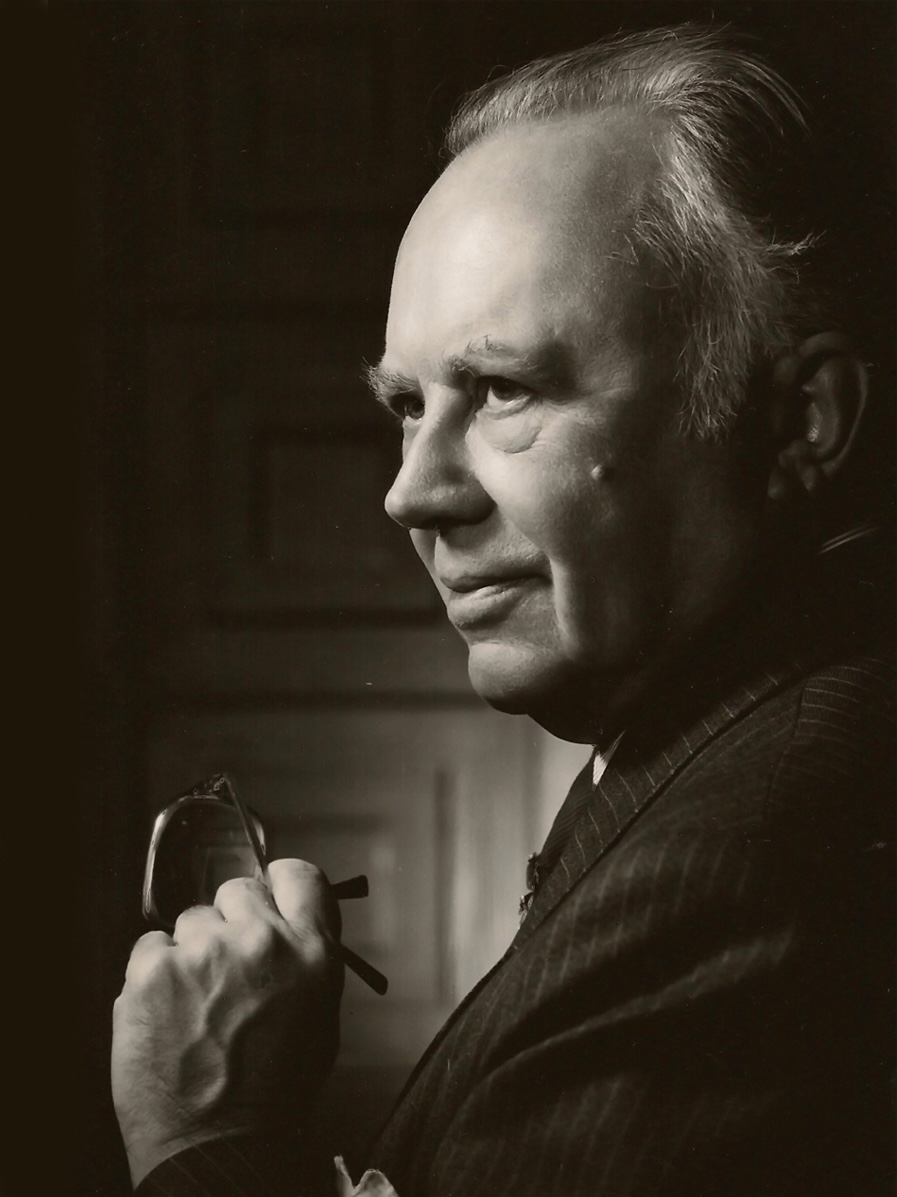
Russell Kirk, nhà lý thuyết bản thủ

Tổng thống Ronald Reagan đặt ra tiêu chuẩn bảo thủ trong những năm 1980; trong thập niên 2010 các nhà lãnh đạo đảng Cộng hòa thường tuyên bố trung thành với nó. Ví dụ, hầu hết các ứng cử viên đảng Cộng hòa vào năm 2012 "tuyên bố là người nâng cao lá cờ của di sản tư tưởng của Reagan."  Reagan củng cố sức mạnh bảo thủ đảng Cộng hòa bằng việc cắt giảm thuế, tăng lên rất nhiều ngân sách quân sự, tiếp tục bãi bỏ nhiều quy định, chính sách rollback của chủ nghĩa cộng sản (thay hơn là chỉ chận nó lại), và kêu gọi cho giá trị gia đình và đạo đức bảo thủ. Những năm 1980 và xa hơn được biết đến như là "Kỷ nguyên Reagan."  Thông thường, các chính trị gia bảo thủ và phát ngôn viên trong thế kỷ 21 công bố sự tận tâm của họ đến với những lý tưởng và chính sách của Reagan trên hầu hết các vấn đề xã hội,kinh tế và chính sách đối ngoại.
Các niềm tin bảo thủ hiện đại khác bao gồm sự hoài nghi của lý thuyết về sự ấm lên toàn cầu do con người thực hiện và phản đối hành động của chính phủ để chống lại nó, vì các người bảo thủ cho là việc đó sẽ làm thiệt hại kinh tế nghiêm trọng, và rốt cuộc gây nhiều tác hại hơn là làm tốt ngay cả khi một người chấp nhận sự việc là hoạt động của con người đang góp phần biến đổi khí hậu. Họ ủng hộ một chính sách mạnh mẽ của pháp luật và trật tự để kiểm soát tội phạm, bao gồm cả án tù dài hạn cho người phạm tội nhiều lần. Hầu hết những người bảo thủ ủng hộ án tử hình đối với tội phạm đặc biệt nghiêm trọng. Vấn đề pháp luật và trật tự là nhân tố chính làm suy yếu chủ nghĩa tự do trong những năm 1960. Từ năm 2001 đến năm 2008, Tổng thống đảng Cộng hòa George W. Bush nhấn mạnh cắt giảm thuế và giảm thiểu các quy định của ngành công nghiệp và ngân hàng, trong khi tăng quy định về giáo dục. Những người Bảo thủ nói chung ủng hộ việc sử dụng sức mạnh quân sự của Mỹ để chống lại những kẻ khủng bố và phát huy dân chủ ở Trung Đông.
Theo một cuộc thăm dò năm 2014, 38% cử tri Mỹ tự cho mình là "bảo thủ" hoặc "rất bảo thủ," 34% là "ôn hòa", 24% là "tự do" hoặc "rất tự do". Những tỷ lệ này là tương đối ổn định từ 1990-2009, khi chủ nghĩa bảo thủ được gia tăng ưa chuộng trong một thời gian ngắn trước khi quay trở lại xu hướng ban đầu lúc quan điểm tự do về các vấn đề xã hội đạt mức cao mới. Mặc dù vậy nghiên cứu cho thấy một sự khác biệt giữa các mức độ ôn hòa và bảo thủ hay tự do giữa đảng Cộng hòa và đảng Dân chủ. Trong số các đảng viên Dân chủ, 44% là tự xác định theo chủ nghĩa tự do, 19% cho mình là người bảo thủ, và 36% là người ôn hòa. Đối với đảng Cộng hòa 70% tự nhận là bảo thủ, 24% là ôn hòa, và 5% là tự do.
Chủ nghĩa bảo thủ có vẻ đang phát triển mạnh ở cấp tiểu bang. Xu hướng này rõ rệt nhất trong số những người "ít khá giả nhất, ít  học nhất, hầu hết là các công nhân lao động, ở các tiểu bang thiệt hại kinh tế nặng nhất." 
Những người bảo thủ thường tin rằng hành động của chính phủ không phải là giải pháp cho các vấn đề như nghèo đói và bất bình đẳng. Nhiều người tin rằng các chương trình của chính phủ tìm cách cung cấp các dịch vụ và cơ hội cho người nghèo thực sự khuyến khích phụ thuộc và làm giảm khả năng tự lực. Hầu hết những người bảo thủ phản đối chính sách giúp đỡ những người bị đối xử phân biệt, đó là, chính sách việc làm, giáo dục, và các khu vực khác cung cấp lợi thế đặc biệt cho những người thuộc các nhóm trong lịch sử đã bị phân biệt đối xử. Những người bảo thủ tin rằng chính phủ không nên cung cấp các lợi ích đặc biệt cho người dân trên cơ sở của bản sắc của nhóm và chống lại nó như là "đảo ngược phân biệt đối xử".
Đảng Bảo thủ thường cho rằng chính phủ nên đóng một vai trò nhỏ trong việc điều chỉnh kinh doanh và quản lý nền kinh tế. Họ thường phản đối mức thuế suất cao và chương trình phân phối lại thu nhập để hỗ trợ người nghèo. Những nỗ lực này, họ lập luận, không thưởng công đúng cho người đã kiếm được tiền của họ thông qua công việc nặng nhọc. Tuy nhiên, phe bảo thủ thường nhấn mạnh về vai trò của các tổ chức từ thiện tư nhân tự nguyện (đặc biệt các tổ chức từ thiện dựa trên đức tin) trong việc giúp đỡ người nghèo.
Vì người bảo thủ coi trọng vấn đề trật tự và an ninh, họ ủng hộ một vai trò chính phủ nhỏ nhưng mạnh mẽ trong việc thực thi pháp luật và bảo vệ Tổ quốc.

### Các vấn đề xã hội
Về các vấn đề xã hội, một nhóm lớn những người bảo thủ sùng đạo phản đối mạnh mẽ những thay đổi trong tiêu chuẩn đạo đức truyền thống về tình dục và vai trò giới tính. Họ thường tổ chức để phản đối mạnh mẽ việc phá thai và rất miễn cưỡng để mở rộng quyền bình đẳng cho người đồng tính. Phe tự do cá nhân có xu hướng bỏ qua những vấn đề này, thay vì vậy tập trung vào chính sách tài khóa và tiền tệ. Những người bảo thủ chú trọng về kinh doanh phản đối phe bảo thủ xã hội nếu pháp luật nhà nước hạn chế quyền người đồng tính đe dọa làm tổn thương kinh doanh. Tạp chí National Review tường thuật vào năm 2016, "khi các lực lượng của Tin lành trở nên ít thống nhất... ảnh hưởng của các nhóm kinh doanh nghiêng về phe Hữu như Phòng Thương mại phát triển tốt nhất." Trong cuộc chiến tranh văn hóa nhiều thập kỷ gần đây, đa văn hóa đã là một điểm nóng, đặc biệt liên quan đến các chương trình giảng dạy khoa học nhân văn. Sử gia Peter N. Stearns nhận thấy có một sự phân cực từ những năm 1960 trong phe bảo thủ, những người tin rằng nhân văn thể hiện chân lý vĩnh cửu mà cần phải được giảng dạy, và những người nghĩ rằng các chương trình đào tạo nhân văn nên được thiết kế để chứng minh sự đa dạng. Trong chiến trường tại các đại học, phe cấp tiến đòi hỏi "sự đa dạng văn hóa", trong khi những người bảo thủ lên án những nỗ lực để áp đặt "chính trị đúng đắn" và bóp nghẹt tự do ngôn luận.
Phe Bảo thủ thường ủng hộ một mô hình "melting pot" (nồi tan chảy) của sự đồng hóa vào nền văn hóa chung của những người Mỹ nói tiếng Anh, phản đối cách tiếp cận "bát salad" (salad bowl) tạo tính chính thống cho nhiều nền văn hóa khác nhau. Trong thế kỷ 21, người bảo thủ đã cảnh báo về sự nguy hiểm của sự bao dung các phần tử Hồi giáo cực đoan, thuộc loại mà họ cho rằng đang tham gia hoạt động khủng bố quy mô lớn ở châu Âu.

## Thập niên 1980: thời đại Reagan

### Bảo thủ thăng tiến
Ở Tehran, các chiến binh Hồi giáo thả các con tin tại thời điểm Ronald Reagan tuyên thệ nhậm chức. Với chiến thắng của mình trong cuộc bầu cử tổng thống năm 1980, phong trào bảo thủ Mỹ hiện đại nắm quyền lực. Đảng Cộng hòa nắm quyền kiểm soát Thượng viện lần đầu tiên kể từ năm 1954, và các nguyên tắc bảo thủ thống trị chính sách kinh tế và đối ngoại của Reagan, với Kinh tế học trọng cung và đối lập nghiêm ngặt với cộng sản Liên Xô xác định triết lý của chính quyền. Ý tưởng của Reagan phần lớn được tán thành và được hỗ trợ bởi Quỹ Di sản bảo thủ, mà tăng trưởng mạnh trong ảnh hưởng của nó trong những năm Reagan nắm quyền, đưa tới một nhiệm kỳ thứ hai qua cuộc bầu cử tổng thống năm 1984, khi Reagan và các phụ tá cao cấp của ông trông cậy vào Quỹ Di sản cho sự chỉ đạo chính sách.
Là một biểu tượng của phong trào bảo thủ Mỹ, Reagan được ghi nhận bởi những người ủng hộ của mình đã làm thay đổi nền chính trị của Hoa Kỳ, làm kích động sự thành công của Đảng Cộng hòa. Ông đã mang lại một liên minh của phe bảo thủ kinh tế, ủng hộ kinh tế học trọng cung của mình; những người bảo thủ về chính sách đối ngoại, ủng hộ sự đối lập bền bỉ của ông đối với chủ nghĩa Cộng sản và Liên Xô; và phe bảo thủ xã hội, đồng cảm với các lý tưởng tôn giáo và xã hội của ông. Reagan dán nhãn Liên Xô là "đế quốc ác quỷ". Đảng Bảo thủ cũng ủng hộ học thuyết Reagan, theo đó Hoa Kỳ cung cấp quân sự và các viện trợ cho các phong trào nổi dậy chống chính phủ liên kết với Liên Xô. Đối với việc này và những nỗ lực khác, Reagan bị tấn công bởi những người theo chủ nghĩa tự do vào lúc đó như một kẻ hiếu chiến nguy hiểm, nhưng các sử gia bảo thủ khẳng định, ông rõ ràng đã chiến thắng cuộc Chiến tranh Lạnh.
Trong việc định nghĩa chủ nghĩa bảo thủ, Reagan nói: ". Nếu bạn phân tích nó, tôi tin rằng trái tim và linh hồn của chủ nghĩa bảo thủ là chủ nghĩa tự do cá nhân. Tôi nghĩ bảo thủ thực sự là một cái tên nhầm lẫn giống như chủ nghĩa tự do là sự nhầm lẫn cho những người theo đó-nếu chúng ta trở lại trong những ngày của Cách mạng, cái gọi là người bảo thủ hiện nay sẽ là người tự do và chủ nghĩa tự do sẽ là Đảng Bảo thủ. Các cơ sở của chủ nghĩa bảo thủ là một mong muốn chính quyền can thiệp ít hoặc chính quyền ít tập trung hoặc có nhiều tự do cá nhân hơn và đây là một mô tả khá chung cho những gì gọi là chủ nghĩa tự do cá nhân."  Các quan điểm của Reagan về chính phủ bị ảnh hưởng bởi Thomas Jefferson, đặc biệt là thái độ thù địch của ông ta đối với chính quyền trung ương mạnh."Chúng tôi vẫn còn là con em của Jefferson," ông tuyên bố trong năm 1987. Ông cũng nói, "Tự do không được tạo ra bởi chính phủ, cũng không phải là một món quà từ những người cầm quyền chính trị. Đó là, trong thực tế, bảo đảm, nhiều hơn bất cứ điều gì khác, bởi những hạn chế đặt trên những người trong Chính phủ. " Tương tự như vậy, ông rất ngưỡng mộ và thường trích dẫn Abraham Lincoln.
Kinh tế học trọng cung thống trị thời đại Reagan. Trong 8 năm cầm quyền của ông nợ quốc gia tăng hơn gấp đôi, từ $ 907 tỷ trong 1980 lên tới 2600 tỷ $ vào năm 1988, và giá tiêu dùng đã tăng hơn 50%. Nhưng mặc dù cắt giảm thuế suất thuế thu nhập, thu thuế thu nhập liên bang đã tăng từ 244 tỷ $ vào năm 1980 để 467 tỷ $ vào năm 1990. Thu nhập gia đình trung bình thực sự, mà đã giảm trong chính quyền trước, tăng khoảng mười phần trăm dưới thời Reagan. Giai đoạn 1981-1989 là một trong số những thời đại thịnh vượng nhất trong lịch sử nước Mỹ, với 17 triệu việc làm mới được tạo ra.

## Phong trào Tiệc Trà
Một yếu tố tương đối mới của chủ nghĩa bảo thủ là phong trào Tiệc Trà năm 2009-nay, một phong trào dân túy cánh Hữu bao gồm hơn 600 đơn vị địa phương bày tỏ sự không hài lòng với chính phủ và cả hai chính đảng. Nhiều đơn vị đã thúc đẩy các hoạt động và biểu tình. Mục đích đề ra của phong trào là để ngăn chặn những gì họ xem như là chi tiêu lãng phí của chính phủ, thuế quá mức, và bóp nghẹt nền kinh tế thông qua quan liêu quy định. Tiệc Trà đã thu hút sự chú ý của quốc gia khi nó đẩy đảng viên đảng Cộng hòa Scott Brown đến một chiến thắng trong cuộc bầu cử Thượng viện cho chiếc ghế ở Massachusetts giữ bởi anh em nhà Kennedy cho tới gần 60 năm. Trong năm 2010 ứng cử viên Tea Party làm xáo trộn giới thống trị đảng Cộng hòa trong một vài cuộc bầu cử sơ bộ, như ở Alaska, Colorado, Delaware, Florida, Nevada, New York, Nam Carolina và Utah, đưa ra một động lực mới cho chính nghĩa bảo thủ trong cuộc bầu cử năm 2010, làm cho Sarah Palin nổi tiếng. Rasmussen và Schoen (2010) kết luận rằng "Bà ấy là người lãnh đạo biểu tượng của phong trào, và hơn bất cứ ai khác đã giúp định hình nó."  Trong cuộc bầu cử mùa thu năm 2010, tờ New York Times đã xác định 129 ứng cử viên được sự hỗ trợ của Tea Party, cũng như 9 người thi đua vào Thượng viện; tất cả đều là đảng viên Cộng hòa, bởi vì đảng viên Dân chủ không hoạt động tích cực trong Tea Party.
Tiệc Trà chính nó là một tập đoàn của phe bảo thủ với những quan điểm khác nhau bao gồm cả chủ nghĩa tự do cá nhân và bảo thủ xã hội. Hầu hết những người ủng hộ Đảng Trà tự nhận mình là "giận chính phủ". Một khảo sát cho thấy rằng những người ủng hộ Tiệc Trà đặc biệt là phân biệt mình với thái độ đảng Cộng hòa nói chung về các vấn đề xã hội như hôn nhân đồng tính, phá thai và nhập cư bất hợp pháp, cũng như sự ấm lên toàn cầu. Tuy nhiên, cuộc thảo luận về quyền phá thai và quyền đồng tính được lãnh đạo Tiệc Trà tránh đề cập tới. Trước cuộc bầu cử năm 2010, hầu hết các ứng cử viên Tea Party tập trung vào chi tiêu liên bang và thâm hụt, ít chú trọng tới chính sách đối ngoại.
Ghi nhận sự thiếu một tổ chức trung ương hay một phát ngôn viên rõ ràng, Matthew Continetti của tờ The Weekly Standard đã nói: "Không có một Tea Party duy nhất. Tên này là một chiếc ô mà bao gồm nhiều nhóm khác nhau. Dưới chiếc ô này, bạn sẽ tìm thấy tất cả mọi người từ người Mỹ cho sự thịnh vượng đến người bảo thủ tôn giáo, những người độc lập, và các công dân không bao giờ có hoạt động chính trị trước đây. Cai ô khổng lồ. "
Biên tập viên của Gallup Poll lưu ý trong năm 2010 rằng "Cộng thêm vào việc người bảo thủ có nhiều nhiệt tình hơn người tự do về việc đi bỏ phiếu trong cuộc bầu cử năm nay, lợi thế tương đối của họ về sự nhiệt tình là lớn hơn nhiều so với chúng ta đã thấy trong thời gian qua.